# Jankovce
Jankovce (in ungherese Jánosvölgye, in tedesco Johannistal) è un comune della Slovacchia facente parte del distretto di Humenné, nella regione di Prešov.
Il villaggio venne citato per la prima nel 1317 (con il nome di Jankoch) quando venne donato in feudo al conte Peter Pecheny da re Filippo Drugeth. Successivamente passò alla Signoria di Humenné fino al XVIII secolo quando venne ceduto ai conti Almássy. Nel XIX secolo passò alla famiglia Lukovics.